# هیکو
هیکو (انگلیسی: HEICO) شرکت هوافضای آمریکایی است، که در سال ۱۹۵۷ تأسیس شد.